# Eanfrith (roi de Bernicie)
Pour les articles homonymes, voir Eanfrith.
Eanfrith (mort en 634) est brièvement roi de Bernicie de 633 ou 634 à sa mort.

## Biographie
Eanfrith est le fils du roi Æthelfrith de Bernicie et de sa première épouse Bebba, vraisemblablement apparentée aux rois brittoniques de Strathclyde. Son père est le premier à réunir sous son autorité la Bernicie et le Deira, son voisin au sud, vers 604. Il est vaincu et tué en 616 par le roi d'Est-Anglie Rædwald, qui place son protégé, le prince Edwin de Deira, à la tête de la Northumbrie.
Eanfrith et ses deux demi-frères cadets Oswald et Oswiu passent les quinze années qui suivent en exil chez les Scots du Dál Riata et les Pictes, où ils sont convertis au christianisme par des moines irlandais. C'est durant cette période qu'Eanfrith épouse une princesse picte, vraisemblablement la sœur des rois Gartnait, Brude et Talorg.
Après la mort d'Edwin face au roi du Gwynedd Cadwallon ap Cadfan, en 633, les fils d'Æthelfrith rentrent en Northumbrie et Eanfrith s'empare du trône de Bernicie, tandis qu'un cousin d'Edwin, Osric, prend le pouvoir dans le Deira. Après son avènement, Eanfrith abandonne sa nouvelle religion et retourne au paganisme, ce qui lui est reproché par Bède le Vénérable dans son Histoire ecclésiastique du peuple anglais,.
En octobre 634, Eanfrith est attiré dans un piège et tué par Cadwallon, alors qu'il venait négocier la paix en compagnie de seulement douze hommes. Bède rapporte que son règne et celui d'Osric, vaincu la même année par Cadwallon, sont par la suite omis par les chroniqueurs, qui préfèrent attribuer cette année d'apostasie à leur successeur, le bon chrétien Oswald,.
Le fils d'Eanfrith, Talorgan, règne sur les Pictes de 652 à 657 environ, apparemment sous l'autorité de son oncle Oswiu.